# Dendronephthya nigrescens
Dendronephthya nigrescens är en korallart som beskrevs av Kükenthal 1905. Dendronephthya nigrescens ingår i släktet Dendronephthya och familjen Nephtheidae. Inga underarter finns listade i Catalogue of Life.